# 미국의 대통령 가족

애덤스가의 문장

미국의 대통령 가족(First Family of the United States)은 미국의 국가원수이자 정부수반인 미국 대통령의 가족을 일컫는 비공식적인 명칭이다. 대통령 가족은 대통령과 대통령 배우자, 그리고 그들의 자녀들로 구성된다. 그러나, 대통령과 대통령 부인의 가까운 친척들인 부모, 손자, 의붓자식 등이 백악관 단지의 대통령 관저에 거주할 경우에는 그들도 대통령 가족에 포함될 수 있다.
미국에서 대중 매체나 특히, 백악관 기자단에서 가장 자주 사용하는 "대통령 가족"(First Family)이라는 용어는 일반적으로 대통령의 직계 가족을 가리키는 말이다. 개별적으로, 대통령 가족의 각 구성원은 미국 비밀경호국에서 비밀 경호 코드네임으로 지정된다. 특수 요원들이 사용하는 이러한 코드네임은 간결성, 명확성, 전통 등을 위할 뿐만 아니라 대통령 가족의 지속적인 보호를 위해 특별하게 식별된다.
수 대에 걸쳐 대통령 가족을 배출한 가문은 미국의 명문 대통령 가문으로 불린다.

## 같이 보기
미국의 유명한 대통령 가문으로는 다음과 같다.
- 애덤스가
- 해리슨가
- 부시가
- 케네디가
- 링컨가
- 루스벨트가
- 해리슨가
- 클린턴가